# Royal Orleans
"Royal Orleans" é uma canção da banda britânica de rock Led Zeppelin no álbum Presence em 1976, lançada como b-side no single "Candy Store Rock".